# Deyan Nedelchev
Deyan Nedelchev (en búlgaro: Деян Неделчев) Ruse, 16 de enero de 1964 es un cantante y compositor de música búlgaro de pop, jazz, R&B, funk, soul. En 1993, ganó el Gran Premio en el festival internacional "Golden Orpheus", en el concurso de nuevas canciones pop búlgaras, con la canción "Dedicación" Fuera de Bulgaria, el cantante prefiere usar su segundo apellido (padre) Angeloff. Por lo cual, en el extranjero, es reconocido como Deyan  Angeloff.

## Biografía
Deyan Nedelchev nació en Ruse el 16 de enero de 1964. Su talento para el canto surgió a los 3 años de edad. Siempre quiso convertirse en un cantante famoso. En 1979, el maestro de fagot Vlado Dimitrov de la Escuela de Música Ruse lo descubrió y formó un grupo con él y dos chicas VG 2 plus 1 en la Casa del Marinero. Se manifiesta allí hasta que en 1982 se va al servicio militar en Eljovo. En 1979 ganó su primer premio en el concurso de "Jóvenes Talentos", en su ciudad natal de Ruse con la canción 'Spell' de Peter Chernev. Un año después, ganó un segundo premio en el mismo concurso con la canción "Revelación" de Vasil Naydenov. En 1981, el cantante estuvo en el grupo vocal "2 + 1" y alcanzó el segundo lugar nuevamente. Nedelchev es parte del grupo vocal "2 + 1" en Ruse de 1979 a 1982, más tarde se convierte en solista de los grupos "Heros" -1982 en Ruse, "Helios" de 1984 a 1986 en Sofía y "Autopistas" -1987 con Vanya Kostova, Rositsa Ganeva junto con el compositor Stefan Diomov y El conjunto de tropas de construcción entre 1987-1990 en Sofía, con Tonica CB, Rumiana Kotseva, Rositsa Bordzhieva, Snezhina Temelkova y Daniela Koleva, con el director Nedco Troshanov y el educador vocal Ivan Kurticov y Studio de Arte Guerrero en Sofía desde el año 2000 al 2002, con Rumiana Kotseva, su hermano Boyko, Valentin Asenov, Guna Ivanova y Hristina Boteva y brevemente en BG Rock en el 2001. Su primera canción grabada en diciembre de 1987 por Valentin Penzov Todor Anastasov y Boris Chakarov se llama “ Chica encantadora” En la mili Deyan canta en la orquesta militar como solista y da conciertos en diferentes ciudades. Ahí es donde conoce a Plamen Velinov y cantan en el mismo grupo. Ambos trabajan juntos y hacen canciones.

## Carrera
En abril de 1988, Deyan Nedelchev y El conjunto de tropas de construcción de GUSV participan en el Concurso Juvenil de canción divertida, en el concurso para jóvenes cantantes, en Sofía, y en el año 1989 gana el segundo premio. En 1989, gana el premio del Conservatorio Estatal de Bulgaria, en el festival "Rock bajo las estrellas" en la ciudad de Primorsco. En 1989, Deyan Nedelchev grabó uno de sus mayores éxitos: Amor por amor. Esta canción ganó el premio Unión de Escritores Búlgaros en el concurso de radio "Primavera 1989." La canción está incluida en el ranking "Las 500 mejores canciones de Bulgaria" de BG Radio. En abril de 1990 Deyan y El conjunto de tropas de construcción, recorren la Unión Soviética, y más tarde en este mismo año, el cantante participa en el Festival "Golden Orpheus", después de lo cual Balcanton lanza su primer sencillo.                                  
En 1993, Deyan Nedelchev ganó el gran premio y el primer premio en el Festival Internacional "Golden Orpheus" en la competencia por nuevas canciones pop búlgaras. Un año después, ganó el primer y segundo premio de la canción pop búlgara en el mismo festival, y en 1995 participó en el quinto festival Voice of Asia en Alma Ata y ganó el segundo premio. En 1995 participó en una actuación conjunta con Margarita Jranova de "Golden Orpheus" y en 1996 (con su hermano Boyko) ganó el premio "Duo de Bulgaria".
En 1997, Deyan Nedelchev emigró a Sudáfrica y firmó un contrato de tres años con la compañía discográfica de renombre mundial PolyGram con una filial en Johannesburgo, Sudáfrica, con la que lanzó su álbum 'Big Love' e hizo numerosas apariciones con los más grandes músicos y cantantes sudafricanos.. En 1999, regresó a Bulgaria y comenzó a trabajar con Art Studio Warrior desde el año 2000 al 2002. En el 2019, Deyan lanzó sus últimos 2 álbumes en Japón con la Compañía Orficton, con el coguionista Koji Fukita, uno de los cuales es doble con el guitarrista. Konstantin Dzhambazov en búlgaro e inglés.
Con Polygram lanzó el álbum "Grande Amore" en 1998. Más tarde participó en festivales de música en Egipto y se mudó a vivir a Sudáfrica durante dos años y medio entre 1997 y 1999. En abril del 2000, Deyan y Boyko Nedelchev ganaron la medalla de plata y copa de oro en el Festival de Música de Corea del Norte. En aquel entonces, Deyan fue vocalista para corto tiempo en la banda de rock BG Rock.. En el año 2001, Deyan hizo un recital en el Festival en Cress, cerca de Montpellier, en el sur de Francia. En este mismo año 2001, los hermanos Deyan y Boyko grabaron la canción "El ikebana llora el árbol y la flor", que se convirtió en el primer éxito de Internet en el año 2010. En el año 2003, el cantante comenzó a trabajar, con múltiples descansos, en las Islas Canarias, principalmente en las islas de Lanzarote y Fuerteventura ( España ), con un Incredible show en homenaje a la banda Bee Gees, y un segundo show de los éxitos disco de los años 70 y 80, al cambiar constantemente a sus compañeros de banda hasta el 2009. En el 2004, su canción “Sweet Love”, la versión búlgara, fue nominada a la mejor canción y texto por la Radio Nacional de Bulgaria. En el 2006, participó en la Eurovisión búlgara y la canción 'Para tï ', llegó a las semifinales. En el año 2009 se mudó a Londres y cantó en clubes con el guitarrista inglés Fish. En el verano del 2010, grabó el sencillo "En el bosque" y se convierte en el segundo super hit en internet, en abril del 2012 lanzó el álbum "Dartaka", de su hit del mismo nombre. En noviembre del 2012, su canción "Tu vida es tan buena", la versión en inglés, entra en el "Top 100". En el 2016 diö un concierto en Onano, Italia, con el joven saxofonista italiano Bruno Mancini. En enero del 2015, Deyan comienza a trabajar en el piano bar nocturno 'Stars', en la ciudad de Varna, durante 3 meses, en noviembre del año 2016 regresa de nuevo allí hasta julio de 2018. Durante los años 2016, 2017, 2018 y 2019, Deyan hizo tres intentos fallidos de trabajar nuevamente en las Islas Canarias con diferentes formaciones, en las islas Gran Canaria, Lanzarote y Tenerife. En el 2013, participó en el reality show, “ El topo “, temporada 1. El mismo año es parte del equipo del programa, El siguiente, por favor en TV 7. El 31.10.2017, un periodista lo confundió en un póster de UDF de famosos músicos de pop y rock, con el líder del BSP Cornelia Ninova y en enero de 2018 lanzó con gran éxito la canciön “ Paso en rojo “, dedicada a ella. Lo interesante de este caso es que tanto Deyan como Cornelia nacieron en la misma fecha y mes. El 12 de julio de 2019, Deyan fue operado con éxito en la Academia Médica Militar de Sofía, a causa de un nudo en las cuerdas vocales, fuë operado por el Dr. Doncho Donchev.El 10 de  febrero de 2020 Deyan fue operado de una hernia inguinal en el hospital Reina Juana  ISUL;Fue operado con éxito por el docent -profesor Nikolay Penkov.En el mes de mayo del año 2020, Deyan dedica una canción al primer ministro Boyko Borisov, llamada, "Tengo un país maravilloso".Es un gran éxito y de nuevo arrasa Internet.En junio de 2022 Deyan empieza a tarbajar en unas cadenas de hoteles llamadas Grifid en el complejo Arenas doradas,Bulgaria para 4 meses como Tributo de Mika.

## Diferencias
- Premio a la creatividad general "Premios Anuales de Moda,Estilo y Espectäculos" (Varna, 2022)
- Cantante pop del año "Premios Anuales de Moda,Estilo y Espectäculos" (Varna, 2022)
- Cantante # 1 del año en los "Premios Anuales de Moda,Estilo y Espectäculos" (Varna, 2021)
- Cantante pop más destacado del año en los "Premios Anuales de Moda y Espectäculos" (Varna, 2016)
- Sweet Love (versión Bg) fue nominada al mejor texto y por la radio BG, en el año 2004.
- El dúo número 1 en Bulgaria para el 1996 con su hermano Boyko, en los "Premios anuales de música ART Rock Center" (Sofía, 1996)
- Mejor cantante del año: nominación en los "Premios anuales de música ART Rock Center" (Sofía, 1996)

## Premios
- 3-er premio per “Casas dormidas” (Con Rumiana Kotseva) en los Concurso “ La castaña de oro” de (PETRICH, 2013)
- Elecciön del Presidente - "Para Elvis" (Con Margarita Jranova), Premios de Billboard de (USA, 2006)
- ½ finalista - "Para tï" en los 2- concurso en la Eurovisión de (SOFIA, 2006)
- Primer premio - "Si existiera" (Con Radostina Koleva) en los XIV Festival Internacional "Cantantes de Sarandev" de (DOBRICH, 2002)
- Copa Como intérprete (Con Boyko Nedelchev) en los XV Festival Internacional "de Artes de primavera" de (Pionyang, Corea del Norte, 2000)
- Medalla de Plata Como intérprete (Con Boyko Nedelchev) en los XV Festival Internacional "de Artes de primavera" de (Pionyang, Corea del Norte, 2000)
- Tercer premio Como intérprete (Con Boyko Nedelchev) en los XV Festival Internacional "de Artes de primavera" de (Pionyang, Corea del Norte, 2000)
- Premio de Reconocimiento - "Chica de oro" en los Festival Internacional de la Canción "Pacífico Sur" de (AUSTRALIA, 1997)
- Cuarto premio - "Respiración" (Con Boyko Nedelchev) en los 3 Festival Internacional  de la Canción de (El Cairo, EGIPTO, 1997)
- Segundo premio - "Como la vida" (Con Boyko Nedelchev) en los 2 Festival Internacional  de la Canción de (El Cairo, EGIPTO, 1996)
- Segundo premio - "Temo que te amo" (Con Boyko Nedelchev) en los Radio concurso "Primavera" de (SOFIA, 1996)
- Melodía de Octubre - "Ojos como magia" (Con Boyko Nedelchev) en los Concurso "Melodía del año" de (SOFIA, 1995)
- VIII premio - "Año Nuevo" en los 1 Festival Internacional de la Canción de (El Cairo, EGIPTO, 1995)
- Segundo premio Como intérprete en los 5 Festival Internacional "La voz de Asia" de (Almá-Atá, KAZAJSTAN, 1994)
- Primer premio - "Dónde estás" en los XXV Festival Internacional "Orfeo Dorado" de (SUNNY BEACH, 1994)
- Segundo premio - "Echame una mano" (Con B.N., M.J., S.S. y Bg. "Negro y Blanco")  en los XXV Festival Internacional "Orfeo Dorado" de (SUNNY BEACH, 1994)
- Premio del público Como intérprete en los Festival Internacional "Paso hacia Parnaso" de (MOSCU, RUSIA, 1994)
- Gran premio - "Dedicación" en los XXIV Festival Internacional "Orfeo Dorado" de (SUNNY BEACH, 1993)
- Primer premio - "Amor-sueño" en los XXIV Festival Internacional "Orfeo Dorado" de (SUNNY BEACH, 1993)
- Segundo premio Como intérprete en los Festival Internacional "Melodía de los amigos" de (ULAN BATOR, MONGOLIA, 1990)
- Primer premio - "Entregame tu fuego" en los Radio concurso "Primavera" de (SOFIA, 1990)
- Premio de Honor - “ Más de 100 peleas" en los Festival "Música del Ayuntamiento" de (NASHVILLE, USA, 1989)
- Premio de U.E.B. (Unión de escritores bülgaros) - "Amor por amor" en los Radio concurso "Primavera" de (SOFIA, 1989)
- Segundo premio - "Si contigo perdemos" en los 2 Concurso para jóvenes cantantes de (SOFIA, 1989)
- Premio de C.E.B. (Conservatorio Estatal Búlgaro) -            "Más de 100 peleas" en los Festival "Rock bajo las estrellas"  de (PRIMORSKO, 1989)
- Medalla de oro Como intérprete (Con Grupo Instrumental Vocal para bandas y cantantes) en los Concurso nacional militar de (BURGAS, 1984)
- Medalla de plata Como intérprete (Con Grupo Instrumental Vocal para bandas y cantantes) en los Concurso nacional militar  de (BURGAS, 1984)
- Segundo premio como intérprete con BG "2 más 1" en los  Concurso para intérpretes "Jóvenes talentos" de (RUSE, 1981)
- Segundo premio como intérprete en los Concurso para intérpretes "Jóvenes talentos" de (RUSE, 1979)
- Premio de incentivo como intérprete en los Concurso para intérpretes "Jóvenes talentos" de (RUSE, 1979)

## Participación en festivales y concursos
- "Regalo" en los 3 Festival de Música Pop  "La melodia del aqua" de (HISARYA, 2024)
- "Ah, esta lluvia" (Con Rumiana Kotseva) en los 5 Festival de Música Pop y Rock "Sofia canta" de (SOFIA, 2014)
- Intérprete "Donde estás" (En ruso) en los Festival de la canción rusa de (SOFIA, 2003)
- Recital (Con Margarita Jranova y Yildoz Ibrahimova) de los países  Festival Internacional de las balcánicos artes "Bazar Eslavo" de (VITEBSK, BIELORRUSIA, 2002)
- "Inexplicable" (Con Rumiana Kotseva) en los 5 Festival "Dúos de amor" de (SOFIA, 2000)
- BG recital en los XXX Festival Internacional "Orfeo Dorado" de (SUNNY BEACH, 1999)
- Intérprete en los Festival de artistas para la presentación de sus álbumes de (OUDTSHOORN, SUDAFRICA, 1999)
- "Viviré del amor" (Con Boyko Nedelchev) en los 1 Festival "Dúos de amor" de (SOFIA, 1996)
- "Inexplicable" (Con Galya Stanchevska) en los XXVII Festival Internacional "Orfeo Dorado" de (SUNNY BEACH, 1996)
- Intérprete en los VIII Festival Internacional "Ciervo Dorado"     de (BRASOV, RUMANIA, 1996)
- "Ojos como magia" (Con Boyko Nedelchev) en los II Festival La canción de amor "Eros de plata" de (PLOVDIV, 1996)
- Recital BG. (Con Emil Dimitrov) en los XXVI Festival Internacional "Orfeo Dorado" (SUNNY BEACH, 1995)
- "Te convertí en una canción" (Con Margarita Jranova) en los XXVI Festival Internacional "Orfeo Dorado" de (SUNNY BEACH, 1995)
- "Elección difícil" (Con Boyko Nedelchev) en los XXV Festival Internacional "Orfeo Dorado" de (SUNNY BEACH, 1994)
- "Amor-sueño" (Con Boyko Nedelchev + 12 colegas) en los XXIV Festival Internacional "Orfeo Dorado" (SUNNY BEACH, 1993), Ronda final para de (SOFIA, 1993)
- "Dedicación" per XXIV Festival Internacional "Orfeo Dorado" (SUNNY BEACH, 1993), Ronda final para de (SOFIA, 1993)
- "El extraño" en los XXII Festival Internacional "Orfeo Dorado" (de SUNNY BEACH, 1990)
- "Convierte la vida en una canción" en los XXII Festival Internacional "Orfeo Dorado" de (SUNNY BEACH, 1990)
- "Poder" (Con  Militza Bozhinova) Ronda preliminar en los XXI Festival Internacional "Orfeo Dorado" de (PAZARDZHIK, 1988)
- "Palabras" en los Radio concurso "Primavera" de (SOFIA, 1988)
- "Palabras" "I Concurso para Juvenil de canciiones divertidas"  de (SOFIA, 1988)

## Películas, Musicales, Espectáculos
- " Credirect " (2021)-CreDirect es una compañía que ofrece soluciones flexibles y modernas para préstamos online - Deyan promociona esta compañía grabando 3 videos musicales cortos de su éxito "En el bosque", pero con tres textos diferentes.

Los anuncios comenzaron con gran éxito en el mes de junio del año 2021, en YouTube, y en enero del 2022 en todos los canales de televisión.
- "El siguiente, por favor"  (2013 - 2014) - (reality show) - como "Maestro Ikebana" con el  presentador Bashar Rahal.
- "El Topo"  (2013) - (reality show, temporada I) - ocupó el cuarto lugar entre 6 finalistas.
- "Juventud 5"  (2013) – protagonista en el episodio 11.
- "X Factor", Reino Unido (2009) - Asiste a la versión en inglés en Londres, donde llega a la  tercera ronda con 300 personas, de un total de 38,000 participantes.
- "El regreso de los pájaros” (2001) - (musical)
- "Tierra protegida" ( 1990 ) se hizo para el álbum "Un pedido al mundo" Habla sobre los problemas de la ecología, la pobreza y el hambre en el mundo y en Bulgaria. La película participó en un espectáculo internacional en Chicago, EE. UU., y fue comprada por muchos medios de comunicación.
- "El niño anfibio" (1988) - una película infantil como "El niño anfibio".

## Discografía
- "Tengo un pais maravilloso (2025)
- "Tomare mis lagrimas del arroyo (2022)
- "Volar de nuevo (2022) / (“Fly again“)  (Con Konstantin Dzhambazov)
- "Paso en rojo" (2019) / (“Crossin' a red light“)
- "No pares" (2019) / ("Do Not Stop!") - (álbum doble) (Con Konstantin Dzhambazov)
- "QUE SEAS" (2015)
- "El anciano" (2012)
- "Nadie duerme" (2008)
- "Para tÏ" (2005)
- "Que hermosa eres, Señor" (2002) ( Con Boyko Nedelchev )
- "Grande Amore" (1998)
- "Buenas Noticias" (1997) ( Con Boyko Nedelchev )
- "Hermanos" (1996)  ( Con Boyko Nedelchev )
- "Atlanta" (1996) ( Con Margarita Jranova, Ivelina Balcheva y Orlin Goranov )
- "Los Grandes Exitos" (1995) ( Con Boyko Nedelchev )
- "Amor por amor" (1993) ( Con Boyko Nedelchev )
- "Amor-sueño" / "Dedicación" (1993) ( Album doble con Boyko Nedelchev )
- "La mia musica" - "Mi música" (1993) ( Con Gianni Neri y Massimo Marconi )
- "Lo mejor de Deyan y Boyko Nedelchev 1988-1992" (1993)
- "Loco enamorado" (1992) ( Con Boyko Nedelchev )
- "Juego de amor" (1991) ( Con Boyko Nedelchev )
- "Solicitud al mundo" (1990) ( Con Orlin Goranov y Margarita Jranova )''

INDIVIDUALES
- "Los grandes" (2001)
- "Palestriada" (1993)
- "Amor po amor"/ "Entrégame tu fuego" (1990)
- "Saludos desde el pueblo de Struma" (1987) Deyan Nedelchev "Querida niña"''